# Topyliwka
Topyliwka (ukr. Топилівка) – wieś na Ukrainie, w obwodzie czerkaskim, w rejonie czerkaskim. W 2007 liczyła 1050 mieszkańców.